# Studio Uno 66
Studio Uno 66 — девятый студийный альбом итальянской певицы Мины, выпущенный в 1966 году на лейбле Ri-Fi.

## Об альбоме
Как понятно из названия, альбом включает в себя песни, написанные специально для исполнения Миной в четвёртом сезоне популярной телевизионной передачи «Studio Uno» (итал. Первая студия). Первоначально Мина должна была появиться во всех двенадцати эпизодах сезона в качестве ведущей, однако позже создатели изменили формат шоу и разделили его на четыре части по пять эпизодов; в каждом блоке ведущей была одна из главных примадонн итальянской эстрады тех лет: Сандра Мило, Орнелла Ванони, Рита Павоне и, наконец, Мина (примечательно, что именно выпуски с её участием стали самыми рейтинговыми).
Практически все песни с альбома на момент его выхода уже были выпущены как синглы и успели занять высокие позиции в чартах. Сам альбом вышел в июле и стал пятым самым продаваемым за 1966 год. Данный альбом выпускался и за рубежом, в частности в США и Канаде (дистрибьютор United Artists Records), в странах Латинской Америки альбом распространялся под названием Bravissima. Впоследствии неоднократно переиздавался, в 2011 году вышла ремастеринговая версия альбома.

## Список композиций
| №  | Название                          | Автор(ы)                                    | Длительность |
| -- | --------------------------------- | ------------------------------------------- | ------------ |
| 1. | «Ta-ra-ta-ta (Try Your Luck)»     | Альберто Теста, Эрни Мареска, Луис Зерато   | 2:13         |
| 2. | «No»                              | Джанни Бонкомпаньи, Джимми Фонта, Карло Пес | 2:27         |
| 3. | «Se tu non fossi qui»             | Мариса Терци, Карло Альберто Росси          | 3:03         |
| 4. | «Breve amore (You Never Told Me)» | Альберто Сорди, Пьеро Пиччони               | 2:36         |
| 5. | «Sono qui per te»                 | Лина Вертмюллер, Бруно Канфора              | 2:54         |
| 6. | «Mai così»                        | Лина Вертмюллер, Бруно Канфора              | 2:49         |

| №  | Название                           | Автор(ы)                                           | Длительность |
| -- | ---------------------------------- | -------------------------------------------------- | ------------ |
| 1. | «Se telefonando»                   | Маурицио Констанцо, Гиго Де Кьяра, Эннио Морриконе | 2:56         |
| 2. | «Mi sei scoppiato dentro il cuore» | Лина Вертмюллер, Бруно Канфора                     | 3:05         |
| 3. | «Una casa in cima al mondo»        | Вито Паллавичини, Пино Донаджо                     | 3:01         |
| 4. | «Addio»                            | Антонио Амурри, Морган                             | 2:29         |
| 5. | «Ebb Tide»                         | Карл Сигман, Роберт Максвелл                       | 2:43         |
| 6. | «Lontanissimo (Somewhere)»         | Альберто Курчи, Леонард Бернстайн                  | 2:04         |

## Чарты

### Годовые чарты
| Чарт (1966)              | Позиция |
| ------------------------ | ------- |
| Италия (Musica e dischi) | 5       |